# Our Fighting Forces
Our Fighting Forces (traducido como Nuestras fuerzas de combate) es uno de los títulos de historieta bélica de antología publicados por la editorial DC Comics, que estuvo activo durante 181 números entre 1954 y 1978.
Su principal escritor y editor, Robert Kanigher (quién era el editor principal de los títulos de las historietas de guerra en su momento) tuvo la colaboración del escritor y artista Jack Kirby fueron algunos creadores de historietas cuyo trabajo apareció en el título. Otros artistas que trabajaron en la serie fueron: Jack Abel, Ross Andru, Ken Barr, Gene Colan, Ed Davis, Mort Drucker, Mike Esposito, Ric Estrada, George Evans, Jerry Grandenetti, Russ Heath, Bruce Jones, Joe Kubert (uno de los principales colaboradores de Kanigher), Irv Novick, John Severin, Tom Sutton, Frank Thorne, y Wally Wood, algunos de los cuales también escribieron algunas historias de antaño.

## Personajes recurrentes
Entre los principales personajes recurrentes de la serie Our Fighting Forces se encuentran:
- Gunner y Sarge, que apareció en la edición # 45 (mayo de 1959), hasta la edición #94 (agosto de 1965). Dos "Mud-Marines" junto a su pastor alemán blanco llamado Chucho, cuyas aventuras se plantean en una isla en el Pacífico.[2]

- La lucha del teniente Larry Perro del Demonio Rock (el hermano del Sgto. Rock de la serie Our Army at War) que apareció en la edición #95 (octubre de 1965) hasta el #98 (febrero de 1966) Una aventura de un Marine herido que trata defender Isla Corregidor, queda herido por disparos por metralla en la cabeza, haciendo verle que eso sea literalmente los más rojo que haya visto en acción en una isla del Pacífico.

- El capitán Phil Hunter, desde la edición #99 (abril de 1966) hasta el número #105 (enero/febrero de 1967). La historia de un boina verde en la guerra de Vietnam en busca de su hermano gemelo Nick, un piloto derribado por el Vietcong.

- Teniente Hellcat Hunter, con una historia sobre el teniente Hunter, publicado desde número #106 (marzo/abril de 1967 hasta el #123 enero/febrero de 1970). Una historia sobre el padre del capitán Hunter, Ben en la Segunda Guerra Mundial que formó una unidad de prisioneros de guerra (copia de la historieta de The Dirty Dozen).[2]

- Los Perdedores (Historias contadas desde el #123 enero/febrero de 1970 al #181 septiembre/octubre de 1978). Entre los famosos héroes de guerra creados por DC Comics.[2] que habían perdido sus propias características:

- Capitán Storm miembro de la armada, que apareció con su propia serie del Capitán Storm, que duró 18 números.

- Johnny Cloud de las fuerzas aéreas del ejército que apareció en All American Men of War.

- Gunner y Sarge son los infantes de marina que tuvieron su propia aparición en Our Fighting Forces.

## Ediciones recopilatorias
- Los Perdedores de Jack Kirby recopilación de Our Fighting Forces #151-162, 240 páginas, marzo de 2009, ISBN 1-4012-2165-3[3]
- Showcase Presenta: Los Perdedores recopilación de G.I. Combat #138 y Our Fighting Forces #123-150, 456 páginas, abril de 2012, ISBN 1-4012-3437-2.